# Harald Hauptmann
Harald Hauptmann (* 19. April 1936 in Ratkau, Kreis Troppau, Tschechoslowakei; † 2. August 2018) war ein deutscher Prähistorischer Archäologe.

## Leben
Der Sohn eines Lehrers floh am Ende des Zweiten Weltkrieges nach Esslingen am Neckar, wo er am dortigen humanistischen Gymnasium im Jahre 1956 das Abitur ablegte. Er studierte an der Universität Tübingen, der Universität des Saarlandes und der Universität Heidelberg. 1964 wurde er in Heidelberg promoviert, wobei sich seine von Vladimir Milojčić betreute Arbeit Die Funde der früheren Dimini-Zeit aus der Arapi-Magula Thessaliens mit dem Spätneolithikum in der nordgriechischen Landschaft Thessalien beschäftigte. Milojčić weckte auch sein Interesse für die Frühzeit Südosteuropas. Für Hauptmann wurde auch Adam Falkenstein wichtig. Falkenstein machte ihn mit den Hinterlassenschaften der Kulturen des Alten Orients vertraut. Anschließend wurde ihm für 1965/66 das Reisestipendium des Deutschen Archäologischen Instituts zugesprochen. Damit bereiste er verschiedene Länder Südosteuropas und Vorderasiens. Zwischen 1966 und 1971 arbeitete er als Referent für die Vorgeschichte Kleinasiens an der Abteilung Istanbul des Deutschen Archäologischen Instituts in Istanbul. 1972 ging Hauptmann als Assistenzprofessor an das Seminar für Vorderasiatische Altertumskunde der Freien Universität Berlin, wo er sich 1978 habilitierte.
Im Sommersemester 1978 hatte er den vakanten Lehrstuhl seines akademischen Lehrers Vladimir Milojčić in Heidelberg vertreten. 1980 wurde er als Nachfolger seines Lehrers Milojčić auf die ordentliche Professur für Ur- und Frühgeschichte und Vorderasiatische Archäologie in Heidelberg berufen, die er bis 1994 innehatte. Als Professor und späterer Honorarprofessor an der Universität Heidelberg betreute Hauptmann 35 Dissertationen. Zu seinen akademischen Schülern gehörte Joseph Maran, der in Heidelberg auch Hauptmanns Nachfolge auf dem Lehrstuhl antrat. Noch im Jahr 1994 wurde Hauptmann in Nachfolge von Wolf Koenigs Erster Direktor des DAI Istanbul, 2001 wurde Adolf Hoffmann sein Nachfolger.

## Forschungen
Hauptmann unternahm mehrere Ausgrabungen in der Türkei und in Pakistan. Unter anderem initiierte er gemeinsam mit seinem wissenschaftlichen Schüler Klaus Schmidt die Ausgrabungsarbeiten an dem bedeutenden prähistorischen Fundort Göbekli Tepe im südöstlichen Anatolien, die zu völlig neuen Erkenntnissen über die Sesshaftigwerdung des Menschen führten. Er war Autor mehrerer Monografien über die Archäologie des Balkans, Griechenlands und des Nahen Ostens und Pakistans.
Ab 1989 war er Erster Direktor der Forschungsstelle „Felsbilder und Inschriften am Karakorum Highway“ an der Heidelberger Akademie der Wissenschaften, die unter anderem die kulturgeschichtlich bedeutenden Felsbilder am Karakorum Highway erforschte. Von 1993 bis 2004 saß er darüber hinaus der Internationalen Kommission für die Erforschung der Vorgeschichte des Balkans vor. Während der Tübinger Troja-Debatte gehörte er zu den Kritikern Manfred Korfmanns und sah in Troja VI keine altanatolisch-altorientalische Residenzstadt.

## Ehrungen
Hauptmann war seit 1992 ordentliches Mitglied der Heidelberger Akademie der Wissenschaften, seit 1997 ausländisches Mitglied der Serbischen Akademie der Wissenschaften und Künste (Abteilung für Geschichtswissenschaft) und seit 2005 ordentliches Mitglied der Sudetendeutschen Akademie der Wissenschaften und Künste. Außerdem wurde er 2001 Ehrenmitglied des Institutum Turcicum Scientiae Antiquitatis, 1997 Mitglied des Rumänischen Instituts für Thrakologie, 1990 zum ordentlichen Mitglied des Deutschen Archäologischen Instituts und 1999 wirkliches Mitglied des Österreichischen Archäologischen Instituts. Im Jahre 1998 erhielt er das Verdienstkreuz am Bande des Verdienstordens der Bundesrepublik Deutschland, im Jahre 2002 den Großen Sudetendeutsche Kulturpreis und im Jahre 2009 den „Star of Excellence“ (Sitara-i-Imtiaz) der Islamischen Republik Pakistan.

## Schriften (Auswahl)
- mit Vladimir Milojčić: Die Funde der frühen Dimini-Zeit aus der Arapi-Magula Thessaliens (= Beiträge zur ur- und frühgeschichtlichen Archäologie des Mittelmeerkulturraumes. Band 9). Habelt, Bonn 1969.
- mit Wolfram Kleiss: Topographische Karte von Urartu. Verzeichnis der Fundorte und Bibliographie (= Archäologische Mitteilungen aus Iran. Band 3). Reimer, Berlin 1976.
- Die deutschen Ausgrabungen auf der Otzaki-Magula in Thessalien. Teil 3: Das späte Neolithikum und das Chalkolithikum (= Beiträge zur ur- und frühgeschichtlichen Archäologie des Mittelmeer-Kulturraumes. Band 21). Habelt, Bonn 1981, ISBN 3-7749-1325-0.